# Tiempos duros para Drácula
Tiempos duros para Drácula es una película coproducción de Argentina y España filmada en Eastmancolor dirigida por Jorge Darnell según su propio guion escrito en colaboración con Solly Wolodarsky sobre un argumento de Jorge Darnell, que fue estrenada en España el 5 de octubre de 1977 y tuvo como actores principales a José Lifante, Miguel Ligero, María Noel y Joaquín Roa.

## Sinopsis
Cuenta las desventuras de Drácula III, con serios problemas económicos y de salud, que ve cómo su propio castillo queda abierto al público excursionista, que perturba su descanso y tranquilidad.

## Reparto
- José Lifante	...Drácula
- Miguel Ligero...	Psicólogo
- María Noel	...	Sonia
- Joaquín Roa	...	Criado
- Alba Mugica	...	Médium
- Alberto Fernández	...	Dentista
- Beatriz Savón
- Adolfo Linvel	...	Enterrador
- Alfonso De Grazia	...	Cirujano
- Adelco Lanza	...	Travesti
- Odile Pons
- Carmen Carrión
- Mirna Quesada
- Antonio Mayans	...	Enfermero
- Luis Barboo	...	Marido de Celia
- Sally Acuña
- Saturno Cerra	...	Deshollinador
- Luis Politti
- Cristina Maciel
- Alfonso Pícaro